# Kylie (álbum)
Kylie es el primer álbum de estudio de la cantante australiana Kylie Minogue, publicado el 4 de julio de 1988 por la compañía discográfica Mushroom Records. El 19 de diciembre de 1988 salió a la venta una reedición del álbum, bajo el nombre de The Kylie Collection, que incluyó un nuevo diseño de portada, así como remezcladas del material publicado anteriormente. 
En julio de 1987, Minogue publicó su sencillo debut «Locomotion», motivó a la compañía discográfica a contratarla para la realización de un álbum completo. Teniendo como productores al trío británico Stock, Aitken & Waterman, con quienes trabajó durante octubre de 1987 y abril de 1988.
Tras su lanzamiento, el álbum recibió reseñas mixtas de los críticos de música contemporánea. Muchos juzgaron la producción, llamándola «anticuada». Debutó en el primer puesto en Reino Unido, durante seis semanas. Convirtiéndose en el quinto álbum más vendido de la década de 1980. En su país natal llegó al puesto dos, consiguiendo tres sencillos n.º 1. Por otro lado. Kylie alcanzó las diez primeras posiciones en Alemania, Noruega y Suiza. Aunque fue un éxito en diferentes países de Oceanía e Europa obtuvo posiciones bajas en América del Norte, alcanzando el puesto cincuenta y tres en la lista del Billboard Hot 100 en Estados Unidos y vendiendo 500.000 copias.[cita requerida]
Hasta el momento el álbum ha vendido  7,5 millones de copias en todo el mundo.[cita requerida]

## Antecedentes y grabación
Kylie Minogue comenzó su carrera como actriz infantil a los once años, realizando pequeñas apariciones en The Sullivans (1979) y Skyways (1980). En 1985, utilizó las ganancias que obtuvo en The Henderson Kids para grabar tres canciones con el productor Greg Petherick en Young Talent Time. En 1987, durante un concierto benéfico los miembros de ‘’Neighbours’’ pusieron su propio talento en el escenario. Minogue no había preparado nada para que ella subiera al escenario y cantó un versión de la canción The Loco-Motion y firmó para la grabación de un álbum con Mushroom Records. La canción fue lanzada como sencillo en Australia, y se transformó en el sencillo más vendido de los ochenta. Este éxito permitió a Minogue viajar a Londres con el ejecutivo de Mushroom Records, Gary Ashley, para trabajar con Stock, Aitken & Waterman. Ellos conocían un poco acerca de Minogue y habían olvidado que ella había llegado; como resultado, ella escribió la canción “I Should Be So Lucky” mientras esperaba fuera del estudio. Minogue grabó la canción en menos de una hora, y regresó a Australia a seguir trabajando en “Neighbours”. La canción se transformó en un éxito en las listas, y ‘’Mike Stock’’ viajó a Melbourne para disculparse por haber olvidado que ella había llegado en su anterior sesión de grabación. Stock exitosamente convenció a Minogue de regresar a Londres para grabar su álbum de estudio debut. 

## Rendimiento en las listas y ventas
El 10 de julio de 1988, el álbum obtuvo el puesto número 2 en la lista de "Los 100 álbumes más vendidos de Reino Unido". Alcanzando el puesto número uno por cuatro semanas el 21 de agosto de 1988, además de dos semanas el 13 de noviembre de 1988, y fue certificado seis veces platino el 5 de enero de 1989. Vendió 1,8 millones de copias en 1988 (finalmente vendió 2.105.698 copias) y se transformó en el álbum mejor vendido del año. "Kylie" fue el primer álbum de una artista femenina solista en exceder los dos millones de copias vendidas en el Reino Unido y el 58.º álbum más vendido de la historia (esto es solo en R.U.).
En Australia, el álbum llegó al número dos, y fue certificado como doble platino. 
El álbum llegó al top 10 de Alemania, Noruega, Suiza y vendió 143.627 copias en Suecia. Kylie llegó a la posición número 53 en el Billboard Hot 200 en los Estados Unidos. En 1989, el álbum fue certificado oro en USA y platino en Canadá. A pesar de que ya se ha confirmado 7,5 millones de copias, se cree que la producción ha sobrepasado los 8 o 9 millones de álbumes vendidos.

## Portada
En la portada álbum, se ve a Minogue delante de un fondo blanco, usando chaleco de lana negro con estampado de gafas, un sombrero con abundante cabello rizado saliendo de la copa de este. En la contraportada, la artista sale vestida de la misma forma que en la portada, pero esta vez silbando con los dedos meñiques y al lado sale un recuadro gris con las canciones en negro. En la carátula interior frontal sale Kylie vestida como en la portada y contraportada guiñando un ojos. El disco sería el diseño típico de los disco de Kylie en Mushroom Records, en especial igual al de "Rhythm Of Love", simplemente un fondo de un color, en este caso negro, el signo de la discográfica arriba, abajo el nombre del disco y de Kylie y demás menciones a la discográfica en ambos lados todo escrito en gris y con letra manuscrita en mayúscula.

## Promoción

### Sencillos
El primer sencillo extraído del álbum fue «The Loco-Motion», lanzado el 27 de julio de 1987. Obtuvo críticas generalmente positivas. En su país natal, alcanzó el puesto número uno, manteniéndose durante siete semanas consecutivas. Fue el sencillo más vendido de aquel país durante la década de 1980.
A finales de 1987 se publicó «I Should Be So Lucky» como el segundo sencillo. Fue compuesta por Mike Stock, quien opinó que Minogue fue una comediante talentosa y exitosa en Australia, había algo mal en su figura. Creyendo que debe ser infeliz en el amor. Esta canción se transformó en un hit número uno en Australia y el Reino Unido. 
«Got To Be Certain» El tercer sencillo, llegó a la posición número uno en Australia, y fue moderadamente exitosa en otras partes del mundo, llegando al número dos en UK por cuatro semanas y top 10 en Alemania y Suiza.
Minogue regrabó Locomotion en abril de 1988, retitulando la canción como “The Loco-Motion”. Fue lanzado como el cuarto sencillo del álbum y se transformó en la entrada más grande en el Reino Unida hecha por una artista femenina. En Norteamérica, llegó al número uno en Canadá y número tres en el Billboard Hot 100.
«Je Ne Sais Pas Pourquoi » El quinto sencillo del álbum, llegó al número dos en R.U..
«It’s No Secret» Fue lanzado en Norteamérica y Japón.
«Turn it Into Love» fue lanzado como sencillo promocional únicamente en Japón, consiguiendo la posición número uno, manteniéndose diez semanas.

## Lista  canciones
| Kylie |                            |          |  |
| N.º   | Título                     | Duración |  |
| 1.    | «I Should Be So Lucky»     | 3:24     |  |
| 2.    | «The Loco-Motion»          | 3:14     |  |
| 3.    | «Je Ne Sais Pas Pourquoi»  | 4:01     |  |
| 4.    | «It's No Secret»           | 3:58     |  |
| 5.    | «Got To Be Certain»        | 3:19     |  |
| 6.    | «Turn It Into Love»        | 3:37     |  |
| 7.    | «I Miss You»               | 3:15     |  |
| 8.    | «I'll Still Be Loving You» | 3:50     |  |
| 9.    | «Look My Way»              | 3:36     |  |
| 10.   | «Love at First Sight»      | 3:10     |  |
| 35:22 |                            |          |  |

### Formatos
| Formato                  | País           | Cat. N.º  | Discográfica     |
| ------------------------ | -------------- | --------- | ---------------- |
| Álbum vinilo australiano | Australia      | TVL-93277 | Mushroom Records |
| CD álbum inglés          | United Kingdom | HFCD3     | PWL              |
| Edición estadounidense   | United States  | GHS24195  | Geffen Records   |
| Edición japonesa         | Japan          | 32XB-280  | Alfa Records     |
| Álbum vinilo japonés     | Japan          | ALI-28109 | Alfa Records     |
| Álbum vinilo coreano     | Corea          | SWPR-001  | PWL              |

## Posicionamiento en listas

### Semanales
| País (1988)    | Mejor posición |
| -------------- | -------------- |
| Australia      | 2              |
| Japón          | 1              |
| Alemania       | 8              |
| Noruega        | 10             |
| Nueva Zelanda  | 1              |
| Suiza          | 7              |
| Inglaterra     | 1              |
| Estados Unidos | 53             |
| Suecia         | 22             |

## Certificaciones
| País           | Organismo Certificador | Certificación | Ventas estimadas |
| -------------- | ---------------------- | ------------- | ---------------- |
| Australia      | ARIA                   | 6x Platino    | 420 000          |
| Estados Unidos | RIAA                   | Oro           | 500 000          |
| Reino Unido    | BPI                    | 7x Platino    | 2 100 000        |
| Suecia         | IFPI (Suecia)          | 3x Platino    | 143 627          |
| Suiza          | IFPI (Suiza)           | Platino       | 50 000           |
| Francia        | SNEP                   | Platino       | 300 000          |
| Alemania       | IFPI (Alemania)        | Oro           | 250 000          |

## Créditos y personal

#### Instrumentación
- Kylie Minogue: artista principal, voz, coros
- Dee Lewis: coros
- Mae McKenna: coros
- Suzanne Rhatigan: coros
- George DeAngelis: teclados
- Neil Palmer: teclados
- A. Linn: batería

#### Producción
- Matt Aitken: producción
- Mike Stock: producción
- Pete Waterman: producción
- Jason Barron: Ingeniero
- Peter Day: ingeniero
- Steward Day: ingeniero
- Karen Hewitt: ingeniero
- Jonathan King: ingeniero
- Mark McGuire: ingeniero

#### Diseño
- Lawrence Lawry: fotografía
- David Howells: diseño
- Lino Carbosiero: estilista

## Listas
| Listas (1988)  | Posición más alta |
| -------------- | ----------------- |
| Australia      | 2                 |
| Japón          | 1                 |
| Alemania       | 8                 |
| Noruega        | 10                |
| Nueva Zelanda  | 1                 |
| Suiza          | 7                 |
| Inglaterra     | 1                 |
| Estados Unidos | 53                |
| Suecia         | 22                |

## Vídeo
- Kylie: The Videos. En formato VHS. Contiene todos los vídeos de los sencillos que se desprenden del álbum.